# Lingua etrusca
La lingua etrusca, conosciuta anche, più semplicemente, come etrusco, è una lingua antica estinta, appartenente alla famiglia linguistica delle lingue tirreniche, parlata dal popolo degli Etruschi e attestata durante l'età del ferro. Era diffusa in diverse zone dell'Italia antica ma principalmente nell'Etruria propriamente detta, regione che comprende le odierne regioni Toscana, Umbria occidentale e Lazio settentrionale; altre aree interessate erano la Corsica, l'Etruria padana e campana, oltre ad alcune ridotte nicchie create dall'espansione e dal contatto culturale e commerciale degli Etruschi.
La lingua scritta adottò l'alfabeto euboico di Calcide probabilmente a Pithecusa nell'VIII secolo a.C., sull'isola d'Ischia, o a Cuma.

## Origini e storia

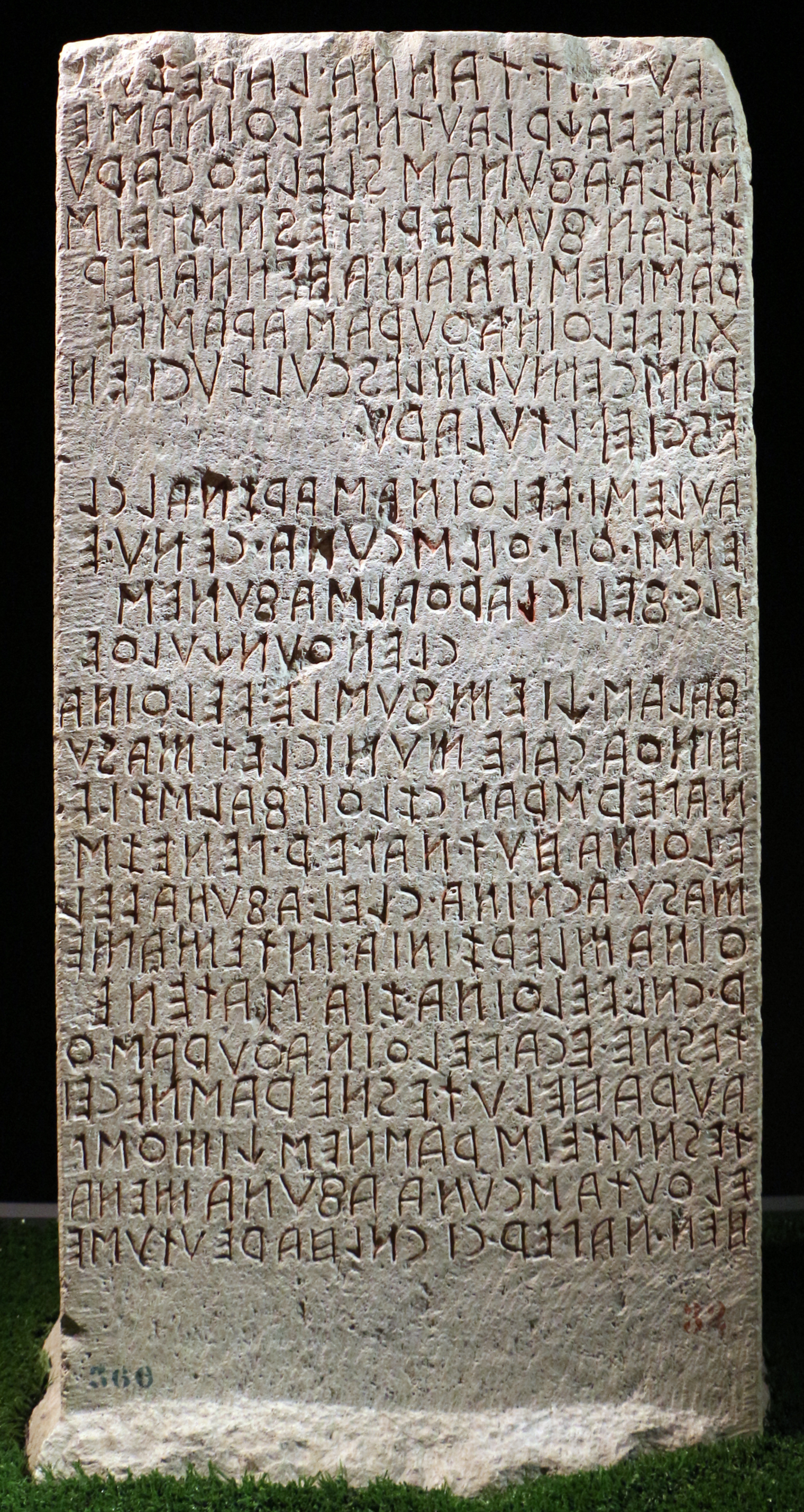
Cippo di Perugia (III-II secolo a.C.)

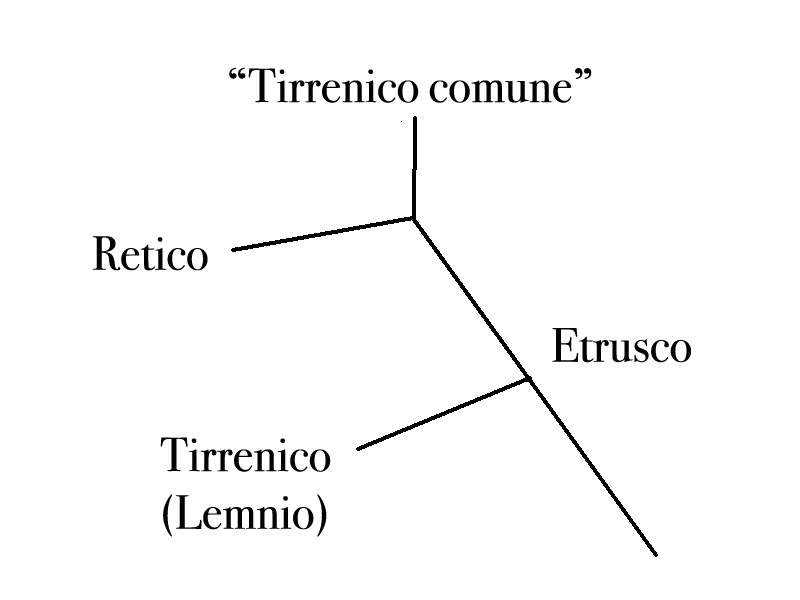
L'albero della famiglia linguistica tirrenica, così come proposto da De Simone e Marchesini (2013)

La lingua etrusca è attestata da circa 13 000 iscrizioni (di cui 7 500 sono considerabili testi), datate tra l'VIII e il I secolo a.C., rinvenute tra Lazio (Roma, Satricum, Praeneste), Toscana, Umbria occidentale, parte della pianura padana, in particolare il Veneto (Adria), l'Emilia-Romagna (Felsina–Bologna, Spina, Marzabotto) e Mantova, e alcune aree della Campania attorno a Capua e a Pontecagnano, a Nola e a Suessula. Iscrizioni etrusche sono state ritrovate anche a Genova, a Busca e Mombasiglio in provincia di Cuneo, a Lattes e Pech Maho in Francia, ad Aleria in Corsica, e, risalenti al I secolo a.C., a Uadi Milian, in Tunisia.
L'etrusco è considerato una lingua preindoeuropea e paleoeuropea, tuttavia il rapporto dell'etrusco con le lingue indoeuropee, così come affermato da Massimo Pallottino, è complesso e indiscutibile. Il linguista italiano Giacomo Devoto sostenne per la lingua etrusca la definizione di peri-indoeuropea, perché l'etrusco presenta caratteri ibridi indoeuropei e non indoeuropei ("anindoeuropei" e "anindoarii").
Alcuni studiosi, tra cui il linguista tedesco Helmut Rix, collegano l'etrusco alla lingua retica, parlata dai Reti nell'area alpina almeno fino al I secolo a.C., teorizzando l'esistenza di una famiglia linguistica tirrenica. Sulla scia di Rix, successivi studi di Stefan Schumacher, Norbert Oettinger, Carlo De Simone e Simona Marchesini hanno ipotizzato che retico ed etrusco discendano da un "tirrenico comune", che non appartiene alla famiglia indoeuropea e dal quale si sarebbero divisi in tempi remoti, in un periodo della preistoria antecedente all'età del Bronzo.
Anche la lingua attestata nelle iscrizioni reperite sull'isola egea di Lemno farebbe parte della stessa famiglia linguistica tirrenica, ma con un tempo di separazione tra lingua etrusca e lingua lemnia di molto successivo a quello tra lingua etrusca e lingua retica. Ciò sarebbe compatibile con l'ipotesi che la lingua lemnia sia riconducibile a un'espansione protostorica di Etruschi da occidente, come già sostenuto da Carlo De Simone, che vede nel lemnio la testimonianza di un insediamento piratesco etrusco nell'isola, situata nella parte settentrionale del mar Egeo, avvenuto prima del 700 a.C., mentre alcuni linguisti avevano precedentemente ipotizzato che il lemnio appartenesse a un sostrato preistorico egeo o paragreco esteso dall'Asia Minore alla penisola balcanica, alla Grecia e all'Italia.
In precedenza, linguisti come Francisco Rodríguez Adrados consideravano l'etrusco almeno in parte derivato dalle lingue indoeuropee, in particolare da quelle indoeuropee dell'Anatolia, come il luvio, mentre Paul Kretschmer lo considerava protoindoeuropeo e perciò risalente alle primissime fasi dell'indoeuropeo comune. Per quanto sia verosimile che gli elementi indoeuropei nella lingua etrusca siano dovuti essenzialmente a contatti areali, di substrato o adstrato, di epoca preistorica e protostorica, e a successivi contatti con le lingue italiche, in particolare il latino e l'umbro, e in seguito con il greco antico, l'ipotesi di una filiazione, cioè di un rapporto genetico, dell'etrusco dall'indoeuropeo, incluse le lingue anatoliche, non trova oggi più consenso accademico.
A partire dal I secolo a.C., il latino sostituì gradualmente ma completamente l'etrusco, facendo sì che solo alcuni documenti e prestiti linguistici penetrassero nella lingua di Roma. Tra questi si possono annoverare, per esempio, il lessema persona (dall'etrusco φersu), e numerosi nomi geografici, tra cui i poleonimi Tarquinia, Volterra, Perugia, Mantova, Modena, forse Parma, e molti toponimi che terminano col suffisso, tipicamente etrusco, "-ena/-enna", come Cesena, Bolsena, Siena, Chiavenna, Ravenna.

### Testimonianze di una lingua affine nelle Alpi e Prealpi

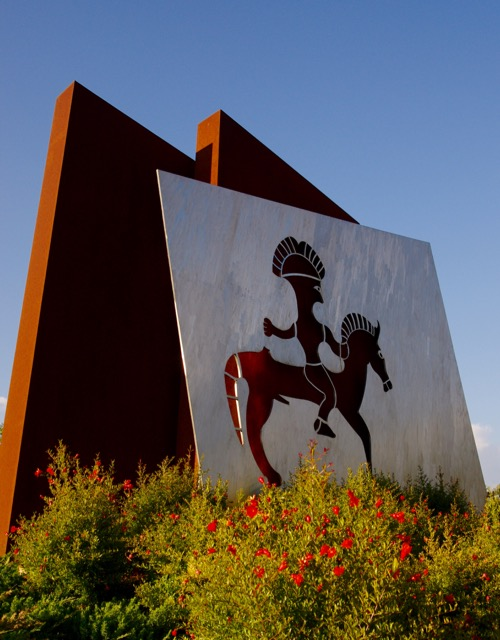
Museo Retico di Sanzeno, Trento

La scrittura retica, le cui prime attestazioni appartengono al VI secolo a.C., è testimoniata da circa 280 iscrizioni testuali su 230 oggetti. Le iscrizioni retiche sono state trovate in un'area che comprende, in Italia, il Trentino, l'Alto-Adige e parte del Veneto settentrionale e occidentale, in Austria il Tirolo settentrionale, e la bassa Valle Engadina nel Canton Grigioni in Svizzera.
Tre autori antichi, Tito Livio, Pompeo Trogo e Plinio il Vecchio, ci tramandano nelle loro opere il collegamento dei Reti con gli Etruschi. Secondo lo storico latino Tito Livio, i Reti discendono dagli Etruschi, ritirati sull'arco alpino a seguito delle invasioni celtiche nel Nord Italia, e quindi inselvatichitisi per l'ambiente ostile e selvaggio, lontano dalla civiltà, mentre Trogo sostiene che gli Etruschi occuparono le regioni alpine avendo perduto le sedi originarie. Lo storico latino Plinio il Vecchio, aggiungendo alcuni dettagli, fa derivare il nome Reti da un certo re eponimo Reto, comandante delle popolazioni etrusche che, stanziate nell'area padana, furono costrette a riparare sui monti alpini dall'arrivo dei Galli.
Tra le prime iscrizioni trovate in lingua retica vi è la situla della Val di Cembra del IV secolo a.C., anche conosciuta come Situla Giovanelli, scoperta nel 1828 da Simone Nicolodi sul Doss Caslir di Cembra, comprata dall'allora sindaco di Trento Benedetto Giovanelli e oggi custodita al museo provinciale del Castello del Buonconsiglio. La situla, interamente in bronzo, era verosimilmente un recipiente che conteneva il vino da offrire agli dèi durante le cerimonie religiose, dunque aveva una funzione libatoria. L'iscrizione a carattere votivo è composta da cinque parole incise con alfabeto simile a quello etrusco e la lingua usata è classificata come retico centrale. Un'altra iscrizione, scoperta nel 1845 dallo stesso Giovannelli, si trova sulla Situla di Matrei, così chiamata dal nome della località di Matrei am Brenner, nel Tirolo austriaco, dove è stata ritrovata, appartenente al periodo compreso tra V e IV secolo a.C., e che rimarrà per più di un secolo l'iscrizione retica più a nord mai rinvenuta.
Di un collegamento linguistico tra retico ed etrusco parlerà proprio Giovanelli nel suo Dei Rezj. Dell'origini de' popoli d'Italia e d'una iscrizione rezio-etrusca, pubblicato a Trento nel 1844. Ma Giovanelli ribalterà la visione tradizionale tramandata dagli autori classici di lingua latina, sostenendo che furono gli Etruschi a migrare nel Centro Italia da nord, dai territori alpini dei Reti, e che quindi erano gli Etruschi a discendere dai Reti, e non viceversa.
In sintonia con Giovanelli si trovarono anche alcuni autorevoli archeologi e storici dell'Ottocento, come Barthold Georg Niebuhr, Karl Otfried Müller, Theodor Mommsen, Wolfgang Helbig, Gaetano De Sanctis e Luigi Pareti, che ritennero che gli Etruschi fossero originari delle Alpi e discendenti dai Reti.

### Testimonianze di una lingua affine nel Mar Egeo

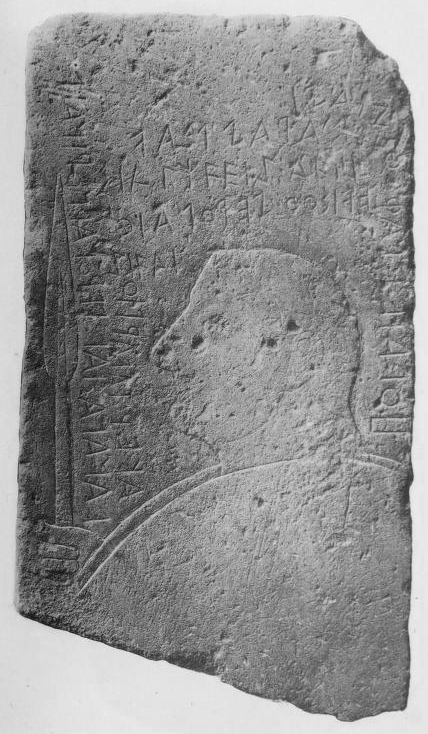
Stele di Kaminia, isola di Lemno (circa 510 a.C.).

Nel 1885 fu trovata, nell'isola greca di Lemno, in località Kaminia, la stele di Lemno, una doppia iscrizione incorporata nella colonna di una chiesa. Tale iscrizione sembra testimoniare una lingua pre-ellenica in tutto simile a quella degli Etruschi. Secondo il massimo storico greco Tucidide, l'isola di Lemno sarebbe stata abitata da gruppi di "Τυρσηνοί" (Tyrsēnòi, cioè "Tirreni", il nome con cui i Greci erano soliti indicare gli Etruschi), e il ritrovamento ha fornito la prova sicura che in quell'isola dell'Egeo, ancora nel VI secolo a.C., era parlata una lingua strettamente affine all'etrusco. L'iscrizione di Lemno è stata reperita su una pietra tombale sulla quale è scolpita l'effigie, tuttavia dimidiata, di un guerriero, cui era probabilmente dedicata. L'iscrizione corre intorno alla testa e lungo un lato della figura di questo guerriero, ed è redatta in un alfabeto greco epicorico raffrontabile a quelli in uso nel VI secolo a.C. Fra le parole chiaramente leggibili ve ne sono due: aviš e sialchveiš, che vengono confrontate con le parole etrusche avil "anno" e sealch, il numerale "40". L'iscrizione di Lemno fu pubblicata per la prima volta dal filologo svedese Ernst Nachmanson nel 1908.
Tracce degli Etruschi appaiono in alcuni nomi di località dell'Egeo: uno degli esempi è Μύρινα Mýrina (affine al nome gentilizio etrusco Murina di Tarquinia e Chiusi) e nomi di città nella stessa Lemno. Alcuni linguisti hanno rintracciato affinità non sicure fra nomi etrusco-latini e nomi di persona presenti nelle tavolette in Lineare B di Cnosso: per esempio ki-ke-ro. Questi dati vengono interpretati da alcuni studiosi come indizio dell'origine orientale degli Etruschi, mentre sono considerati, al contrario, un segno di rapporti di fine età del bronzo fra Mediterraneo occidentale e orientale, da altri studiosi, che integrano la testimonianza dell'iscrizione di Lemno con quella dei geroglifici egizi di Medinet Habu, che parlano dei Popoli del Mare, ed elencano fra gli invasori anche i Trš.w (nelle iscrizioni geografiche sono presenti le varianti Twrwšʾ.w, Twrjšʾ.w e Twjrš.w) nome che è stato confrontato con il greco Turs-anòi (dorico) e Tyrs-enòi (ionico) e Tyrrh-enoi (attico) e con il latino Tus-ci (da *Turs-ci) ed E-trus-ci.
Lo storico olandese Luuk de Ligt, sulla base di un'iscrizione eteocretese trovata a Praisos, nella parte orientale di Creta, che si ritiene scritta in una lingua indoeuropea appartenente al ramo osco-umbro delle lingue italiche, ipotizza che questo linguaggio sia arrivato a Creta durante la tarda età del Bronzo, quando i Micenei reclutarono mercenari provenienti dalla Sicilia, dalla Sardegna e da altre regioni della penisola italiana. Quando il sistema di potere miceneo collassò attorno al 1200 a.C., alcuni di questi gruppi si sarebbero così trasferiti nelle isole dell'Egeo settentrionale, a Cipro, e in alcune zone costiere del Levante. Secondo questa ricostruzione, anche la presenza, nel VI secolo a.C., sull'isola di Lemno di una comunità che parlava una lingua simile all'etrusco sarebbe stata causata da questi movimenti, e quindi spiegabile come un insediamento etrusco nel mar Egeo. Dello stesso avviso sono il linguista Carlo De Simone e l'archeologo austriaco Reinhard Jung, che collegano questi movimenti di guerrieri dall'Italia nell’Egeo e dall’Egeo al Vicino Oriente, oltre a rapportarli ai Popoli del Mare.

## Documentazioni dirette e indirette

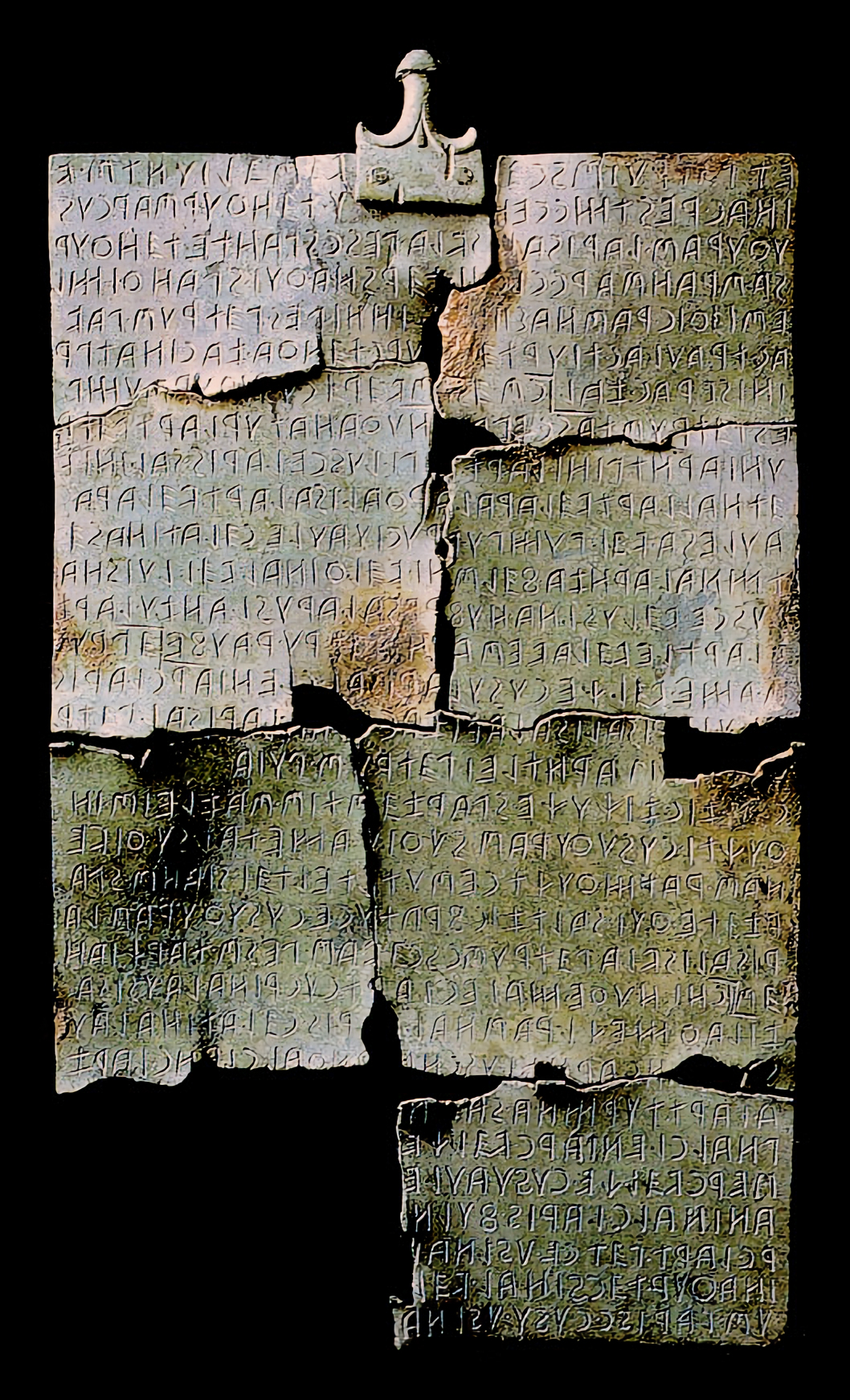
Tabula Cortonensis, Cortona (II sec. a.C.)

Per la lingua etrusca disponiamo di due diversi tipi di documenti: i documenti diretti, ovvero quelli pervenutici in lingua etrusca (quasi esclusivamente per via epigrafica) e i documenti indiretti, ovvero citazioni di opere letterarie etrusche in testi di altre lingue (e perciò tradotti) o i glossari di parole etrusche in altre lingue, oltre a certe glosse e appunti.
Le iscrizioni etrusche sono numerose e in continuo accrescimento, in particolare quelle di carattere funerario od elogiativo. Hanno però spesso il difetto di essere molto brevi, decisamente stringate e formulari, ellittiche e ripetitive, e di riportare quasi esclusivamente nomi propri di persone o di divinità.
Tra le iscrizioni più lunghe o di particolare interesse vi sono:
- le Lamine di Pyrgi, ritrovate nel 1964 nel luogo in cui sorgeva la città etrusca di Pyrgi (ca. 50 km a nord di Roma, vicino a Santa Severa) e datate intorno al 509-508 a.C. Riportano la dedica di un tempio alla dea etrusca Uni da parte del "governatore" della città di Caere, Thefarie Velianas. Le tre lamine, interamente auree, recano sia l'iscrizione in etrusco (circa 50 parole) sia la traduzione in lingua cartaginese (un dialetto del fenicio), rendendola una rara epigrafe bilingue, caratteristica che ne ha in parte permesso una traduzione abbastanza sicura.
- il Liber linteus, ritrovato in Egitto a metà del XIX secolo e rappresentante il più lungo testo in lingua etrusca di cui disponiamo. Si tratta di un drappo di lino suddiviso in dodici riquadri rettangolari, utilizzato per bendare la mummia di una donna. L'iscrizione fu riportata dall'Egitto come cimelio dal croato Mihajlo Barić, ed è detta anche "Mummia di Zagabria" in quanto conservata nel museo archeologico di Zagabria. Il testo, composto di circa 1 200 parole e recante un calendario rituale e istruzioni cerimoniali, fu riconosciuto e studiato solo alla fine del XX secolo.
- la Tegola di Capua, una grossa iscrizione su una tegola di terracotta di argomento religioso contenente circa 300 parole, forse un calendario rituale. È particolarmente interessante perché il senso di scrittura delle righe, il ductus, è in forma bustrofedica (verso alternato da sinistra a destra e viceversa), caratteristica piuttosto insolita per le epigrafi etrusche.
- La Stele di Vicchio.
- Il Disco di Magliano, una laminetta circolare di piombo con un'iscrizione sui due lati, disposta a spirale; contiene circa 70 parole.
- il Cippo di Perugia, un cippo confinario che presenta su due lati una lunga iscrizione di circa 136 parole.
- la Tabula Cortonensis, una lamina in bronzo risalente al III o al II secolo a.C. con iscrizioni in etrusco, spezzata in otto parti di cui una mancante. La tavola, all'incirca delle dimensioni di un foglio A3, contiene 206 parole ed è considerata il terzo testo etrusco per lunghezza dopo la Mummia di Zagabria e la Tegola di Capua. Ritrovata a Cortona nel 1992, è con molta probabilità un atto notarile in cui si descrive una vendita di terreni tra privati.
- un'iscrizione sul sarcofago di Laris Pulenas, conservato a Tarquinia; l'iscrizione è tracciata su un rotolo di pergamena che il defunto regge in mano e che ne descrive il cursus honorum.
- vanno infine citati i dadi da gioco in avorio ritrovati a Tuscania, grazie ai quali conosciamo i nomi dei primi sei numerali in lingua etrusca.

## Alfabeto

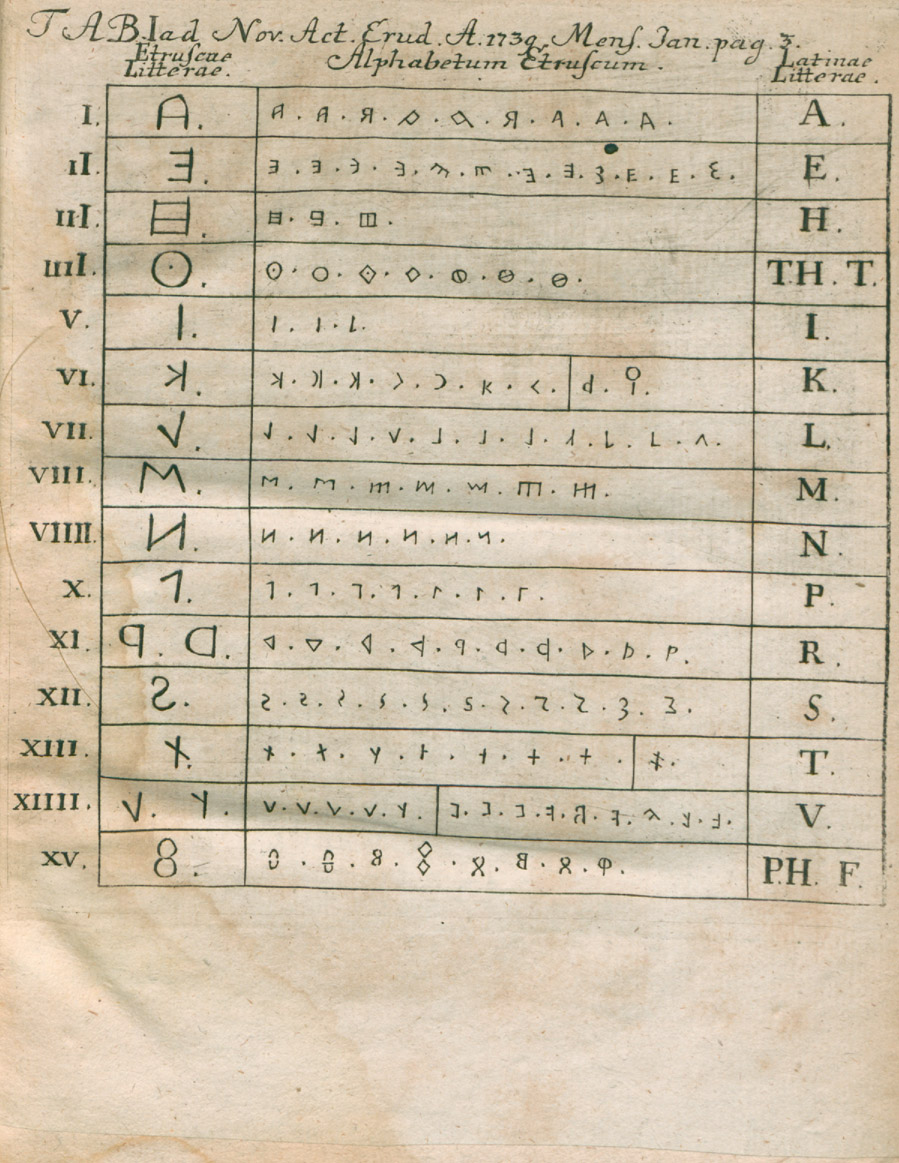
L'alfabeto etrusco in una tavola del 1739 tratta dagli Acta Eruditorum

L'alfabeto etrusco deriva da quello greco occidentale trasmesso dai Calcidesi, che fu introdotto in Italia meridionale e presso gli Etruschi intorno al 700 a.C. forse contemporaneamente e in luoghi diversi.
Dall'alfabeto etrusco, e in particolare da quello settentrionale, si ritiene derivino l'alfabeto venetico, l'alfabeto retico, l'alfabeto lepontico, l'alfabeto di Lugano, l'alfabeto camuno e il fuþark antico, che è la variante più antica dell'alfabeto runico in uso presso i Germani.
La scrittura è destrorsa o bustrofedica per un buon numero di iscrizioni precedenti alla metà del VI secolo a.C., mentre in seguito andrà da destra verso sinistra e in epoca tarda, per sopraggiunto influsso latino, ritornerà in alcune iscrizioni destrorsa.
La divisione delle parole è indicata da puntini (·) o più raramente da spazi; in epoca arcaica quasi la totalità dei testi non aveva divisioni tra le parole (erano cioè in scriptio continua).
Nella seguente tabella, a fianco del carattere etrusco compare la lettera dell'alfabeto latino o greco che meglio lo approssima, e segue il suggerimento fonetico in notazione moderna:
| Alfabeto etrusco | Alfabeto etrusco | Alfabeto etrusco          | Alfabeto etrusco | Alfabeto etrusco | Alfabeto etrusco      | Alfabeto etrusco | Alfabeto etrusco | Alfabeto etrusco               |
| Arcaico          | Arcaico          | Arcaico                   | Arcaico          | Arcaico          | Arcaico               | Recente          | Recente          | Recente                        |
| Meridionale      | Meridionale      | Meridionale               | Settentrionale   | Settentrionale   | Settentrionale        | Recente          | Recente          | Recente                        |
| Lettera          | Traslitterazione | Valore fonetico (IPA)     | Lettera          | Traslitterazione | Valore fonetico (IPA) | Lettera          | Traslitterazione | Valore fonetico (IPA)          |
| ---------------- | ---------------- | ------------------------- | ---------------- | ---------------- | --------------------- | ---------------- | ---------------- | ------------------------------ |
|                  | a                | /a/                       |                  | a                | /a/                   |                  | a                | /a/                            |
|                  | b                | –                         |                  | b                | –                     | –                | –                | –                              |
|                  | c                | /k/ oppure /c, kˊ/ o /kˣ/ | –                | –                | –                     |                  | c                | /k/, [ɡ̊] oppure /c, kˊ/ o /kˣ/ |
|                  | d                | –                         |                  | d                | –                     | –                | d                | –                              |
|                  | e                | /e/                       |                  | e                | /e/                   |                  | e                | /e/                            |
| –                | –                | –                         | –                | –                | –                     |                  | ê                | –                              |
|                  | v                | /u̯/, /w/                  |                  | v                | /u̯/, /w/              |                  | v                | /u̯/, /w/                       |
|                  | z                | /t͡s/                      |                  | z                | /t͡s/                  |                  | z                | /t͡s/                           |
|                  | h                | /h/                       |                  | h                | /h/                   |                  | h                | /h/                            |
|                  | θ                | /tʼ/ oppure /tʰ/          |                  | θ                | /tʼ/ oppure /tʰ/      |                  | θ                | /tʼ/ oppure /tʰ/               |
|                  | i                | /i/, /i̯,/                 |                  | i                | /i/, /i̯/              |                  | i                | /i/, /i̯/                       |
|                  | k                | /k/                       |                  | k                | /k/                   | –                | –                | –                              |
|                  | l                | /l/, /l̥/, /ɫ/, /lʼ/       |                  | l                | /l/, /l̥/, /ɫ/, /lʼ/   |                  | l                | /l/, /l̥/, /ɫ/, /lʼ/            |
|                  | m                | /m/, /m̥/                  |                  | m                | /m/, /m̥/              | [ nota 9 ]       | m                | /m/, /m̥/                       |
|                  | n                | /n/, /n̥/, /ɲ/             |                  | n                | /n/, /n̥/, /ɲ/         |                  | n                | /n/, /n̥/, /ɲ/                  |
| –                | –                | –                         | –                | –                | –                     |                  | o                | –                              |
|                  | p                | /p/                       |                  | p                | /p/                   |                  | p                | /p/                            |
|                  | σ                | /ʃ/ oppure /ss/           |                  | ś                | /ʃ/ oppure /ss/       |                  | ś/ σ             | /ʃ/ oppure /ss/                |
|                  | q                | /k/                       | –                | –                | –                     | –                | –                | –                              |
|                  | r                | /r/, /r̥/, /rʼ/            |                  | r                | /r/, /r̥/              |                  | r                | /r/, /r̥/                       |
|                  | s                | /s/                       |                  | σ/ s             | /s/                   |                  | σ/ s             | /s/                            |
|                  | t                | /t/                       |                  | t                | /t/                   |                  | t                | /t/                            |
|                  | u                | /u/                       |                  | u                | /u/                   |                  | u                | /u/, /u̯/                       |
|                  | χs               | /s/                       | –                | –                | –                     | –                | –                | –                              |
|                  | φ                | /pʼ/ o forse /pʰ/         |                  | φ                | /pʼ/ o forse /pʰ/     |                  | φ                | /pʼ/ o forse /pʰ/              |
|                  | χ                | /kʰ/                      |                  | χ                | /kʰ/                  |                  | χ                | /kʰ/                           |
|                  | (vh)             | /f/                       |                  | f                | /f/                   |                  | f                | /f/                            |

### Varianti grafiche
- — usato in Campania per la σ
- Ø — usato a Chiusi per la h
- — usato nell'agro di Siena per la m, forse derivato dal numerale =5 che è pronunciato maχ

## Morfologia e sintassi
L'etrusco presenta una struttura morfologico-grammaticale dal carattere sintetico, specificamente agglutinante, come si ritrova, ad esempio, nel basco, nel coreano, nelle lingue nipponiche, nelle lingue caucasiche, nelle lingue dravidiche, nelle lingue uraliche e nelle lingue altaiche, ed è probabile che fosse caratterizzato da un'ergatività di tipo passivo, una funzione grammaticale che condivide, ad esempio, col succitato basco, il berbero, le lingue australiane aborigene, le lingue maya e il sumero. Alcuni, inoltre, ipotizzano che presentasse anche la corrispondenza semantica biunivoca, una funzionabilità verbale ravvisabile anche in alcune lingue uraliche del ceppo ugro-finnico.

### Nome

#### Genere
In etrusco esistono due classi di nomi: nomi animati, che comprendono creature viventi, e nomi inanimati, che comprendono le cose e gli oggetti. Inoltre, a partire dal VII secolo a.C., fu introdotto il genere per i nomi gentilizi.

#### Numero
Esistono due numeri: singolare e plurale.

#### Flessione
| Caso                  | Singolare                           | Plurale                   |
| --------------------- | ----------------------------------- | ------------------------- |
| Nominativo-accusativo | –, -                                | -r, -χva (-cva, -va, -ua) |
| Genitivo              | -s/ vocale+ -s, -l/ vocale+ -l/ -al | -r–s                      |
| Locativo              | -i                                  |                           |
| Ablativo              | -s, -al-s/ -ala-s                   |                           |
| Pertinentivo          | -si, -le                            |                           |

Le desinenze del plurale sono, a ora, due: -r per i nomi animati (sempre preceduta da a, e o u) e -χva per i nomi inanimati, che può diventare -cva se il tema del nome termina in dentale o -va (-ua) se è preceduto da palatale. Il suffisso del plurale è talvolta omesso con l'aggettivo e con il numerale.
La vocale di raccordo, che precede la -r di suffisso, rappresenta un residuo del tema preistorico (es. clan, "figlio" - clen-a-r). È stata supposta l'esistenza di un suffisso -θur per i nomi collettivi.
Es. clenar — (I) figli – da clan
flerχva — (I) sacrifici – da fler
cilθcva — (Le) arci – da cilθ
hupniva — (Le) nicchie – da hupni
telur hil — Confini (?) – da hil
avil XXVI — Anni 26 – da avil
Il nominativo-accusativo esprime la funzione di soggetto, complemento oggetto e predicativo; è usato anche come complemento di vocazione e “casus pendens”. Il locativo esprime la funzione di complemento di luogo, di tempo, di modo e di mezzo. Il genitivo esprime il possesso. L'ablativo esprime il complemento di origine e l'agente nella diatesi passiva. Il pertinentivo ha una funzione incerta e forse corrisponde al complemento d'agente esprimendo chi compie l'azione o chi ne è interessato.
Per i nomi di persona, come detto, è possibile determinare la distribuzione delle declinazioni:
- nomi terminanti in vocale: genitivo, ablativo, pertinentivo I.
- nomi terminanti in dentale, sibilante e femminili in -i: gen., abl., pert. II.
- nomi terminanti in liquida: gen. I in -us (abl. -uis, pert. -usi).

I nomi di persona seguono regole particolari:
benché in etrusco solitamente non ci sia distinzione di genere grammaticale, i nomi femminili, siano essi prenomi o gentilizi, vengono spesso marcati con -i o -ia.
In Etruria meridionale il nominativo del gentilizio maschile viene marcato con -s.
In epoca tarda si diffonde un locativo in -e (< -a-i), mentre il suffisso -i è spesso soppiantato dalla particella -θi ("in, dentro") usata come posposizione; inoltre, sempre in epoca tarda, si trovano ablativi I in -es (< -a-is).
Molti sostantivi si formano dalle radici verbali, che in sé stesse rappresentano forme verbali finite.
zic → scrivere
zic-n → lo scritto, lo scrittore
zic-n-ce → egli ha scritto, scrisse 

### Aggettivo
L'aggettivo etrusco accompagna il nome delineando una o più caratteristiche ed è indeclinabile.
Si forma con i suffissi -ne, -na, -av, -au, -ev, -c, -χ, -va o -ve partendo quasi sempre da un sostantivo.
Es. eisna — da “eis” «dio» — divino
huslne — da “husl” «giovane» — novello
eterav — da “etera” «socio» — sociale
eterau — da “etera” «socio» — sociale
macstrev — da “macstr” «magistrato» — magistratuale
zamθic — da “zamaθi” «oro» — aureo
Rumaχ — Romano
ati nacnuva — da “ati nacna” «nonna» — bisnonna
acalve — da “acala” «giugno» — relativo a giugno

### Pronome
In etrusco il pronome si flette con una forma propria per l'accusativo.

#### Pronome personale

##### 1ª persona
| Caso       | Singolare | Plurale |
| ---------- | --------- | ------- |
| Nominativo | mi        | -       |
| Genitivo   | -         | -       |
| Accusativo | mini      | -       |

Es. mini mulveneke velθur pupliana — Mi donò Velthur Pupliana

#### Pronome dimostrativo
I pronomi dimostrativi in etrusco sono ika (scritto anche ica; eca, ca in età recente) e ita (o eta, ta in età recente) che possono essere enclitici. Tra ica e ita, quando sono in opposizione sembra esserci una differenza di vicinanza, maggiore (ica) o minore (ita) rispetto al parlante. Ica e ita possono avere anche la funzione di articoli enclitici.

##### Flessione
ika —
| Casi/ Numero | Singolare | Plurale |
| ------------ | --------- | ------- |
| Nominativo   | ika-      | -       |
| Accusativo   | ikan      | -       |
| Genitivo I   | -i-caś    | -       |

eca —
| Casi/ Numero            | Singolare | Plurale |
| ----------------------- | --------- | ------- |
| Nominativo              | eca       | -       |
| Accusativo              | ecn       | -       |
| Genitivo I              | ecs       | -       |
| Locativo + posposizione | eclθi     | -       |

ca —
| Casi/ Numero            | Singolare        | Plurale |
| ----------------------- | ---------------- | ------- |
| Nominativo              | ca               | -       |
| Accusativo              | cn, cen          | -       |
| Genitivo I              | cś               | -       |
| Ablativo I              | -cś, ces         | -       |
| Genitivo II             | cla              | -       |
| Ablativo II             | clz (?)          | -       |
| Pertinentivo II         | -cle             | -       |
| Locativo                | cei (?)          | -       |
| Locativo + posposizione | clθi, celθi, clθ | -       |
| Locativo + posposizione | calti            | -       |

ita —
| Casi/ Numero            | Singolare         | Plurale |
| ----------------------- | ----------------- | ------- |
| Nominativo              | ita               | -       |
| Accusativo              | itan, itun        | -       |
| Genitivo I              | itaś (?)          | -       |
| Genitivo II             | -itala, -itula    | -       |
| Pertinentivo II         | -itale, -itule    | -       |
| Locativo + posposizione | -italte, -itultei | -       |

eta —
| Casi/ Numero | Singolare | Plurale |
| ------------ | --------- | ------- |
| Nominativo   | eta       | -       |
| Accusativo   | etn-      | -       |

ta —
| Casi/ Numero    | Singolare | Plurale |
| --------------- | --------- | ------- |
| Nominativo      | ta        | -       |
| Accusativo      | tn        | -       |
| Genitivo I      | -tś       | -       |
| Ablativo I      | teiś      | -       |
| Genitivo II     | -tla      | -       |
| Pertinentivo II | -tle      | -       |
| Locativo        | tei       | -       |

Es. ita tmia — Questo spazio
eca — Questo
selvans sanχuneta — Silvano, quello appartenente a Sanco
θapneśtś — Davanti a quello del calice
È dubbio se (i)σa sia un pronome possessivo enclitico ("suo") o un terzo pronome dimostrativo.

#### Pronomi relativi
I pronomi relativi in etrusco sono an e in, di cui non è ancora stato possibile cogliere le differenze.
Es. vel matunas larisaliσ´a an cn σ´uθi ceriχunce — Vel Matunas, il (figlio) di Laris; che questa tomba fece costruire.

#### Pronome interrogativo
Il pronome interrogativo è ipa, che ha anche funzione relativa.

##### Flessione
| Casi/ Numero            | Singolare | Plurale |
| ----------------------- | --------- | ------- |
| Nominativo              | ipa       | -       |
| Accusativo              | inpa      | -       |
| Genitivo I              | ipaś      | -       |
| Genitivo II             | ipal      | -       |
| Locativo                | ipei      | -       |
| Locativo + posposizione | iperi     | -       |

Es. ipaś ikam — Di chi (è) questa cosa?
ipe ipa macθcva ama — Qualunque cosa i macθ siano

### Verbo

#### Diatesi
I verbi possono avere due forme: una diatesi attiva e una passiva.

#### Modi
In etrusco esistono cinque modi finiti, il congiuntivo, l'imperativo, il necessitativo, l'ingiuntivo e il passato o preterito, e tre modi indefiniti, ossia l'infinito, il participio e il sostantivo verbale (o supino).
Il tempo presente coincide con il tema del verbo.

##### Congiuntivo
Il congiuntivo etrusco ha valore di richiesta (iussivo) o di attesa (prospettivo).
Si ottiene con l'aggiunta del suffisso -a al tema.
Es. mena → dal tema men (costruire) con suffisso -a → bisogna costruire (richiesta)

##### Imperativo
Il modo imperativo. Coincide con il tema atematico del verbo, ossia con assenza della vocale finale che avrebbe funzione tematica.
Es. tur → dal tema turu (dedicare) con caduta della vocale finale → dedica!

##### Necessitativo
In etrusco il necessitativo esprime un bisogno necessario. Si forma con l'aggiunta del suffisso -ri al tema.
Es. θezeri → dal tema θeze (immolare) con suffisso -ri → bisogna (è necessario) immolare

##### Ingiuntivo
Il modo ingiuntivo esprime un'azione senza fare riferimento al tempo, è perciò atemporale e adimensionale, e si potrebbe avvicinare all'aoristo. Si ottiene dell'aggiunta del suffisso -e al tema.
Es. mulune → dal tema mulun(u) (donare) con suffisso -e → don(ò) (senza specificare il tempo)

##### Passato
Il passato corrisponde al passato italiano, indica cioè un'azione collocata "dietro" il presente sull'asse temporale. Si forma con l'aggiunta del suffisso -ce (o -ke), per la forma attiva, e -χe, per la forma passiva, al tema verbale.
Es. acasce → dal tema acas (fare) con suffisso -ce → ha fatto
ziχuχe → dal tema ziχu (scrivere) con suffisso -χe → è stato scritto

##### Participio
Si ottiene dall'aggiunta del suffisso -θas (o -θasa) o -anas (o -nasa) al tema del verbo.

##### Sostantivo verbale
Esistono infine anche suffissi che formano nomi d'agente (-(a)θ; es. zilaθ - "colui che fa giustizia, pretore") e nomi d'azione (-il; es. ac-il - "opera", da ac-, "fare").

## Vocabolario
Vocabolario etrusco (Marchesini 2009: 132-135):
| Etrusco  | Italiano           |
| -------- | ------------------ |
| avil     | ‘anno’             |
| cel      | ‘terra’            |
| pulumχva | ‘stelle’           |
| θesan    | ‘aurora’           |
| θi       | ‘acqua’            |
| tinia    | ‘giorno’           |
| tiur     | ‘luna/mese’        |
| una      | ‘conio’ (d’acqua?) |
| uśil     | ‘sole’             |

| Etrusco             | Italiano                             |
| ------------------- | ------------------------------------ |
| apa                 | ‘padre’                              |
| apa nacna, papa     | ‘nonno’                              |
| ati                 | ‘madre’                              |
| ati nacn(uv)a, teta | ‘nonna’                              |
| clan                | ‘figlio’                             |
| clanti              | ‘figlio adottivo’                    |
| huśur               | ‘ragazzi’                            |
| leinθ               | ‘vecchia’, ‘persona anziana’ (f.)    |
| nefts               | ‘nipote’ (di zio/a)                  |
| puia                | ‘moglie’, ‘donna’?                   |
| prumaθs             | ‘pronipote’                          |
| papals              | ‘nipote’ (in riferimento al nonno)   |
| seχ                 | ‘figlia’                             |
| tetals              | ‘nipote’ (in riferimento alla nonna) |

| Etrusco | Italiano  |
| ------- | --------- |
| hiuls   | ‘civetta’ |
| leu     | ‘leone’   |
| θevru   | ‘toro’    |
| tusna   | ‘cigno’   |

| Etrusco         | Italiano                 |
| --------------- | ------------------------ |
| acnanas         | ‘avendo generato’        |
| am-             | ‘essere’                 |
| amce            | ‘fu’                     |
| arce            | ‘innalzò’, ‘allevò’      |
| cesu            | ‘fu sepolto’             |
| lupu            | ‘morto’                  |
| svalce, svalθas | ‘visse’, ‘aveva vissuto’ |

| Etrusco | Italiano            |
| ------- | ------------------- |
| cana    | ‘stele’             |
| capra   | ‘sarcofago’         |
| hinθial | ‘morti’, ‘ombre’    |
| man     | ‘pietra tombale’    |
| murs    | ‘urna’              |
| mutna   | ‘sarcofago’         |
| śuθi    | ‘tomba’             |
| śuθina  | ‘offerta funeraria’ |
| tamera  | ‘camera funeraria’  |
| tus     | ‘kline’             |

| Etrusco      | Italiano                                 |
| ------------ | ---------------------------------------- |
| aska         | ‘askos’                                  |
| culiχna      | ‘coppa’                                  |
| elaivana     | ‘vaso per olio’                          |
| fasena       | ‘askos’, ‘vaso per libagione’            |
| leχtumuza    | ‘aryballos’, ‘piccolo vaso per unguenti’ |
| pruχum       | ‘brocca, boccale’                        |
| qutum        | ‘brocca’                                 |
| θina         | ‘orcio’                                  |
| θafna, θapna | ‘bicchiere’, ‘tazza’                     |
| spanti       | ‘piatto da libagione’                    |
| zavena       | ‘kantharos’, ‘vaso con due anse’         |

| Etrusco | Italiano                  |
| ------- | ------------------------- |
| ais     | ‘dio’                     |
| aisna   | ‘rituale’, ‘sacrificio’   |
| cletram | ‘tavolo per il culto’ (?) |
| fase    | ‘libagione’               |
| fler    | ‘numen’                   |
| flere   | ‘divinità’                |
| netśvis | ‘haruspex’                |
| tamera  | ‘cella del tempio’        |
| tmia    | ‘tempio’                  |
| tuθina  | ‘offerta votiva’          |

| Etrusco  | Italiano                        |
| -------- | ------------------------------- |
| lautni   | ‘liberto’                       |
| lautniθa | ‘liberta’                       |
| macstrna | ‘comandante’, ‘capo’ (magister) |
| mariś    | ‘servo’, ‘schiavo’              |
| maru     | ‘funzionario’ (di un culto?)    |
| meθlum   | ‘quartiere’, ‘territorio’       |
| rasna    | ‘pubblico’                      |
| sacni    | ‘sacro’                         |
| spura    | ‘città’, ‘comunità’             |
| tular    | ‘confine’                       |
| zilaθ    | ‘funzionario’ (praetor?)        |

| Etrusco     | Italiano                                    |
| ----------- | ------------------------------------------- |
| acil(u)     | ‘fabbricante’, ‘vasaio’                     |
| al(i)ce     | ‘dette’, ‘dedicò’                           |
| malstria    | ‘specchio’                                  |
| mi          | ‘io’                                        |
| mlaχ/mlaka- | ‘bello’, ‘buono’                            |
| muluvanece  | ‘donò’ (in ambito privato, v. sopra)        |
| tur(u)ce    | ‘donò’, ‘dedicò’ (spesso in ambito sacrale) |
| trepu       | ‘artigiano’                                 |
| ziχ         | ‘scritto’, ‘libro’                          |
| ziχu        | ‘scrittore’                                 |
| ziχuχe      | ‘scrisse’                                   |
| zinace      | ‘fece’, ‘realizzò’                          |

### Città
I nomi delle città:
| Italiano                | Etrusco                 | Latino                             |
| ----------------------- | ----------------------- | ---------------------------------- |
| Arezzo                  | Aret- (?)               | Arrētium                           |
| Bologna                 | Felsina                 | Bonōnia                            |
| Bolsena (Orvieto?)      | Velzna-                 | Volsiniī                           |
| Capua                   | Capua, Capeva           | Capua                              |
| Cerveteri (Caere Vetus) | Chaire, Chaisric, Cisra | Caere, Caere Vetus (greco: Agylla) |
| Cesena                  | Ceisna                  | Caesēna                            |
| Chiusi                  | Clevsin                 | Clusium, Camars                    |
| Cortona                 | Curtun                  | Cortōna                            |
| Fiesole                 | Vi(p)sul                | Faesulae                           |
| Ischia                  | Inarime (?)             | Pitecusa (greco: Pithekoussai)     |
| Magliano                | Hepa (?)                | Heba                               |
| Mantova                 | Manthva                 | Mantua                             |
| Marzabotto              | Misa (?), Kainua        |                                    |
| Modena                  | Mutina                  | Mutina                             |
| Perugia                 | Per(u)sna               | Perusia                            |
| (Poggio Buco)           | Statna (?)              | Statōnia                           |
| Populonia               | Pupluna, Fufluna        | Populōnia                          |
| Ravenna                 | Rav(e)na (?)            | Rauenna                            |
| Rimini                  | Arimna                  | Ariminum                           |
| Roma                    | Ruma                    | Rōma                               |
| Siena                   | Saena (?), Sena         | Saena                              |
| Sovana                  | Sveama-, Suana          | Suana                              |
| Sutri                   | Sutliri                 | Sutrium                            |
| Tarquinia               | Tarch(u)na              | Tarquiniī                          |
| Talamone                | Tlamu                   | Telamōn                            |
| Todi                    | (tular)                 | Tuder                              |
| Tuscania                | Tusc(a)na               | Tuscana                            |
| Veio, Veii              | Veia                    | Veiī                               |
| Vetulonia               | Vatluna, Vetluna        | Vetulōnia                          |
| Viterbo?                | Sur(i)na                | Surriīna                           |
| Volterra                | Velathri                | Volaterrae                         |
| Vulci                   | Velch, Velc(a)l-        | Vulcī                              |

### Numerali
| Simboli dei numeri etruschi | Simboli dei numeri etruschi | Simboli dei numeri etruschi          |
| Decimale                    | Etrusco                     | Simbolo *                            |
| --------------------------- | --------------------------- | ------------------------------------ |
| 1                           | θu                          | I                                    |
| 5                           | maχ                         | Λ                                    |
| 10                          | šar                         | X                                    |
| 50                          | muvalχ                      | ↑                                    |
| 100                         | ?                           |                                      |
| 500                         | ?                           | (un cerchio con all'interno 5 punti) |
| 1000                        | ?                           | (un fuso con all'interno 3 punti)    |

(* La forma dei simboli è approssimata, perché non sono inclusi nel set dei caratteri normalmente disponibili nei computer.)
| Numerazione | Numerazione | Numerazione | Numerazione   | Numerazione | Numerazione      |
| Decimale    | Etrusco     | Decimale    | Etrusco       | Decimale    | Etrusco          |
| ----------- | ----------- | ----------- | ------------- | ----------- | ---------------- |
| 1           | θu          | 16          | huθzar        | 50          | muvalχ (*maχalχ) |
| 2           | zal, es(a)l | 17          | ciem zaθrum   | 60          | *huθalχ          |
| 3           | ci          | 18          | eslem zaθrum  | 70          | semphalχ (?)     |
| 4           | ša (?)      | 19          | θunem zaθrum  | 80          | cezpalχ (?)      |
| 5           | maχ         | 20          | zaθrum        | 90          | *nurφalχ (?)     |
| 6           | huθ (?)     | 27          | ciem cealχ    | 100         | šran             |
| 7           | semφ (?)    | 28          | eslem cealχ   | 1000        | ?                |
| 8           | cezp (?)    | 29          | θunem cealχ   |             |                  |
| 9           | nurφ (?)    | 30          | cialχ (cealχ) |             |                  |
| 10          | šar         | 40          | šealχ         |             |                  |

## Calendario
Poco ci resta del computo del tempo degli Etruschi.
Non avevano le settimane usate oggigiorno e quindi neppure il nome dei giorni. Probabilmente il giorno iniziava all'alba. L'anno invece poteva iniziare, come nella Roma arcaica, il primo giorno di marzo (cioè il nostro 15 febbraio), o qualche giorno prima, il 7 febbraio.
Probabilmente calcolavano i giorni di ogni mese come i Romani, partendo cioè con le calende (da alcuni la parola "calenda" è addirittura di etimologia etrusca).
Conosciamo il nome latinizzato di otto mesi del calendario sacro.
| Calendario  | Calendario | Calendario | Calendario                     |
| Nome (lat.) | Etrusco    | Mese       | Esempio                        |
| ----------- | ---------- | ---------- | ------------------------------ |
| velcitanus  | *velcitna  | marzo      |                                |
| cabreas     | *capre     | aprile     | apirase = nel mese di aprile.  |
| amp(h)iles  |            | maggio     | anpilie = nel mese di maggio.  |
| aclus       | acale      | giugno     | acal(v)e = nel mese di giugno. |
| traneus     |            | luglio     |                                |
| ermius      |            | agosto     |                                |
| celius      | celi       | settembre  | celi = nel mese di settembre.  |
| chosfer     |            | ottobre    |                                |

## Ipotesi dellagorgia toscana
Ci sono due diverse ipotesi riguardo l'origine della cosiddetta gorgia toscana. La prima ipotesi sostiene che il fenomeno della gorgia toscana possa essere un elemento di sostrato derivato dall'etrusco. Per altri studiosi, invece, la gorgia sembrerebbe essere un fenomeno di origine relativamente recente, dato che non ve n'è alcuna attestazione prima del XVI secolo e pare ricoprire un ruolo prettamente riequilibratore del sistema fonologico toscano. La questione resta tuttavia aperta e irrisolta, e i linguisti divisi.